# Список наград и номинаций группы «Винтаж»
Список наград российской поп-группы «Винтаж» включает в себя премии и номинации, полученные коллективом с момента начала их музыкальной карьеры в 2006 году. Дебютный альбом коллектива «Криминальная любовь» был выпущен тиражом в сто тысяч экземпляров. Последующие студийные пластинки группы попали в Топ-25 российского чарта альбомов, по версии компании 2М и Lenta.ru. Альбом SEX занял 115 строчку в чарте самых продаваемых в России альбомов на физических носителях за 2010 год, по информации компании 2М и Lenta.ru.
«Винтаж» являются лауреатами и номинантами различных премий в области музыки, в числе которых «RMA», Премия Муз-ТВ, «Золотой граммофон», Премия RU.TV и «Степной Волк». С 2008 года «Винтаж» являются ежегодными лауреатами фестиваля «Песня года». В 2011, 2012, 2013 годах были признаны лучшей группой на премии «ZD Awards», по версии газеты «Московский комсомолец».

## MTV Russia Music Awards
| Год  | Номинируемая работа | Номинация              | Результат |
| ---- | ------------------- | ---------------------- | --------- |
| 2008 | «Плохая девочка»    | Самый сексуальный клип | Победа    |

## Fashion People Awards
| Год  | Номинируемая работа | Номинация      | Результат |
| ---- | ------------------- | -------------- | --------- |
| 2010 | Винтаж              | Fashion-группа | Победа    |
| 2011 | Винтаж              | Fashion-группа | Победа    |
| 2013 | Винтаж и DJ Smash   | Fashion-дуэт   | Победа    |
| 2014 | «Знак Водолея»      | Fashion-видео  | Победа    |
| 2015 | Винтаж              | Fashion-группа | Победа    |
| 2021 | Винтаж              | Fashion-группа | Победа    |

## Бог эфира
| Год  | Номинируемая работа | Номинация           | Результат |
| ---- | ------------------- | ------------------- | --------- |
| 2009 | «Плохая девочка»    | Радиохит-дуэт       | Номинация |
| 2010 | Винтаж              | Радиофаворит-группа | Победа    |
| 2010 | «Ева»               | Радиохит-группа     | Победа    |

## Реальная премия MusicBox
| Год  | Номинируемая работа | Номинация                         | Результат |
| ---- | ------------------- | --------------------------------- | --------- |
| 2013 | Винтаж              | Лучшая группа                     | Номинация |
| 2013 | «Знак Водолея»      | Лучшая песня                      | Номинация |
| 2014 | Винтаж              | Лучшая группа                     | Победа    |
| 2014 | «Decamerone»        | Лучшая альбом                     | Номинация |
| 2016 | Винтаж              | Самая ротируемая группа за 10 лет | Победа    |

## TopHit Music Awards
| Год  | Номинируемая работа | Номинация                              | Результат |
| ---- | ------------------- | -------------------------------------- | --------- |
| 2012 | Винтаж              | Самая ротируемая группа в радиоэфире   | Победа    |
| 2013 | Винтаж              | Самая ротируемая группа в радиоэфире   | Победа    |
| 2014 | Винтаж              | Самая ротируемая группа в радиоэфире   | Победа    |
| 2015 | Винтаж              | Самая ротируемая группа в радиоэфире   | Победа    |
| 2016 | Винтаж              | Самая заказываемая группа в радиоэфире | Победа    |

## ZD Awards
Премия вручается ежегодно, на основании голосования читателей газеты «Московский комсомолец».
| Год  | Номинируемая работа | Номинация      | Результат |
| ---- | ------------------- | -------------- | --------- |
| 2009 | Винтаж              | Прорыв года    | Номинация |
| 2010 | Винтаж              | Группа года    | Номинация |
| 2011 | Винтаж              | Поп-проект     | Номинация |
| 2011 | Винтаж              | Группа года    | Победа    |
| 2012 | Винтаж              | Группа года    | Победа    |
| 2012 | Винтаж и DJ Smash   | Дуэт года      | Номинация |
| 2012 | «Деревья»           | Видеоклип      | Номинация |
| 2013 | Винтаж              | Группа года    | Номинация |
| 2014 | Винтаж              | Группа года    | Номинация |
| 2014 | «Decamerone»        | Альбом года    | Номинация |
| 2014 | Запретный мир       | Концертное шоу | Номинация |

## Песня года
С 2008-го по 2010 год группа являлась ежегодным лауреатом фестиваля.
| Год  | Номинируемая работа | Номинация         | Результат |
| ---- | ------------------- | ----------------- | --------- |
| 2008 | «Плохая девочка»    | Лауреат фестиваля | Победа    |
| 2009 | «Ева»               | Лауреат фестиваля | Победа    |
| 2010 | «Victoria»          | Лауреат фестиваля | Победа    |
| 2014 | «Когда рядом ты»    | Лауреат фестиваля | Победа    |

## Золотой Граммофон
| Год  | Номинируемая работа | Номинация         | Результат |
| ---- | ------------------- | ----------------- | --------- |
| 2009 | «Одиночество любви» | Лауреат фестиваля | Победа    |
| 2011 | «Роман»             | Лауреат фестиваля | Победа    |
| 2013 | «Знак Водолея»      | Лауреат фестиваля | Победа    |
| 2015 | «Знак Водолея»      | Лауреат фестиваля | Победа    |
| 2023 | «Родные люди»       | Лауреат фестиваля | Номинация |

## Красная звезда
| Год  | Номинируемая работа | Номинация         | Результат |
| ---- | ------------------- | ----------------- | --------- |
| 2010 | «Роман»             | Лауреат фестиваля | Победа    |
| 2011 | «Мама-Америка»      | Лауреат фестиваля | Победа    |
| 2012 | «Москва»            | Лауреат фестиваля | Победа    |
| 2013 | «Знак Водолея»      | Лауреат фестиваля | Победа    |

## Премия Муз-ТВ
| Год  | Номинируемая работа | Номинация         | Результат |
| ---- | ------------------- | ----------------- | --------- |
| 2009 | «Плохая девочка»    | Лучшая песня      | Номинация |
| 2009 | «Плохая девочка»    | Лучший дуэт       | Номинация |
| 2009 | Винтаж              | Лучшая поп-группа | Номинация |
| 2010 | «SEX»               | Лучший альбом     | Номинация |
| 2010 | Винтаж              | Лучшая поп-группа | Номинация |
| 2010 | «Ева»               | Лучшая песня      | Номинация |
| 2011 | Винтаж              | Лучшая поп-группа | Номинация |
| 2012 | «Анечка»            | Лучший альбом     | Номинация |
| 2012 | «Деревья»           | Лучшее видео      | Номинация |
| 2012 | Винтаж              | Лучшая поп-группа | Победа    |
| 2013 | «Москва»            | Лучшее видео      | Победа    |
| 2013 | «Москва»            | Лучший дуэт       | Номинация |
| 2013 | Винтаж              | Лучшая поп-группа | Номинация |
| 2014 | «Very dance»        | Лучший альбом     | Номинация |
| 2014 | «Знак Водолея»      | Лучшая песня      | Номинация |
| 2014 | «Три желания»       | Лучший дуэт       | Номинация |
| 2014 | Винтаж              | Лучшая поп-группа | Номинация |
| 2015 | «Decamerone»        | Лучший альбом     | Номинация |

## Премия Русский Топ
Премия вручается ежегодно по итогам голосования аудитории интернет-портала NewsMusic.ru.
| Год  | Номинируемая работа   | Номинация         | Результат |
| ---- | --------------------- | ----------------- | --------- |
| 2007 | «Криминальная любовь» | Лучший поп-альбом | Номинация |
| 2009 | «SEX»                 | Лучший поп-альбом | Номинация |
| 2010 | Винтаж                | Лучшая группа     | Номинация |
| 2011 | «Анечка»              | Лучший альбом     | Номинация |
| 2011 | Винтаж                | Лучшая группа     | Номинация |
| 2012 | Винтаж                | Лучшая группа     | Номинация |
| 2013 | Винтаж                | Лучшая группа     | Номинация |

## Премия RU.TV
| Год  | Номинируемая работа          | Номинация                | Результат |
| ---- | ---------------------------- | ------------------------ | --------- |
| 2011 | «Роман»                      | Фантастиш                | Номинация |
| 2011 | Винтаж                       | Группа года              | Номинация |
| 2012 | Винтаж                       | Лучшая группа            | Номинация |
| 2012 | «Деревья»                    | Лучший видеоклип         | Победа    |
| 2012 | «Москва»                     | Лучший танцевальный трек | Номинация |
| 2013 | Винтаж                       | Лучшая группа            | Победа    |
| 2013 | «Нанана»                     | Лучшая хореография       | Номинация |
| 2013 | «Свежая вода»                | Лучший танцевальный трек | Номинация |
| 2014 | «Знак Водолея»               | Лучший танцевальный трек | Победа    |
| 2014 | Винтаж                       | Лучшая группа            | Номинация |
| 2014 | Винтаж                       | Лучший фан-клуб          | Номинация |
| 2015 | Винтаж                       | Лучшая группа            | Номинация |
| 2015 | «Когда рядом ты»             | Лучший саундтрек         | Номинация |
| 2015 | Запретный мир                | Лучшее концертное шоу    | Номинация |
| 2015 | Винтаж                       | Лучший фан-клуб          | Номинация |
| 2016 | «Город, где сбываются мечты» | Видео на выезде          | Номинация |

## Степной Волк
| Год  | Номинируемая работа | Номинация | Результат |
| ---- | ------------------- | --------- | --------- |
| 2009 | «Ева»               | Песня     | Номинация |